# اول هیکل
اول هیکل فیلمی به کارگردانی سیامک یاسمی و نویسندگی سیامک یاسمی و احمد شاملو محصول سال ۱۳۳۹ است.
این فیلم به کارگردانی سیامک یاسمی یکی از بهترین فیلم‌های کافه‌ای کمدی در دهه سی می‌باشد. در این فیلم که هنرمند و خواننده مشهور پوران بازی می‌کند و بازیگران همچون ناصر ملک مطیعی و ظهوری و عباس مصدق و تاجی احمدی و همایون نقش آفرینی می‌کنند از ماندگارترین فیلم‌های طنز کمدی کافه‌ای در دهه سی می‌باشد.

## داستان
داستان این فیلم دربارهٔ پروین دختر خواننده‌ای ست که با دوستش که رقصنده است در کافه‌ای مشغول به کارند. متأسفانه این دو دختر هرشب در کافه گرفتار زیاده خواهی‌های مشتری‌های کافه هستند و از همه بدتر صاحب کافه هم که در تأسیس کافه بسیار مقروض است و سعی در استعمار خواننده کافه دارد. غلومی رانندهٔ کامران خان میلیونر معروف برای کمک به پروین (و رسیدن به عشق دختر دیگر) او را نامزد کامران خان معرفی می‌کند. پروین که از هویت واقعی کامران خان اطلاع ندارد، با او که در اثر حادثه‌ای خود را خبرنگار جا زده، رابطه دوستانه‌ای پیدا می‌کند که سرانجام منجر به عشق می‌شود. به علت مخفی نگه داشتن هویت واقعی کامران خان، حوادث مضحکی پیش می‌آید تا اینکه بالاخره همه چیز در پایان روشن می‌شود.